# Гильзен (дворянский род)
Гильзены (нем. von Hülsen, также Eckeln gen. Hülsen, пол. Hylzen, Hilzen) — немецко-балтийская аристократическая семья, чьи предки восходят к XIV веку, когда они участвовали в Ливонском крестовом походе. С XVI века ополяченная семья Гильзен распространилась на территории Великого княжества Литовского и германских княжеств. В XVIII веке она стала влиятельной в Инфлянтии, где породнилась с семьями графов Плятеров и родом Шадурских.

## История
Предки семьи произошли от рыцарей Тевтонского ордена из вестфальского Экельна, называвшихся Гильзенами (von Eckeln genannt Hülsen). После распада Ливонской конфедерации Гильзены служили правителям Речи Посполитой и стали одним из самых влиятельных семейств Инфлянтской шляхты.
В 1660 г. после неудачной войны со Швецией Польше, утратившей всю западную Лифляндию, удалось удержать восточную, которой в документах было дано новое название: «Польские Инфлянты» (Inflanty Polskie — по мнению Франциса Кемпа, это полонизированное немецкое Livland), или «Польская Ливония» (нем. Polnisch Livland). Провинцию разделили на 4 «тракта», то есть уезда: Динабургский, Режицкий, Люценский и Мариуенгаузенский. Для разработки законов и управления учредили «малый сейм» с 6 депутатами, по 2 от Инфлянтии, Литвы и Польши. Каждому уезду дали своего «старосту», причём Динабургский староста считался верховным над остальными. К власти принадлежали также местный католический епископ, воевода и кастелян провинции. Эти должности обычно раздавал сам король.
Ежи Константин Гильзен (ок. 1660—1737) стал старостой Мариенгаузенского тракта Инфлянтского воеводства.
В то время родовым поместьем Гильзенов был Дагетен (Dageten). В своих имениях в Дагетене и Каунате Гильзен основал в 1727 году иезуитскую миссию, названную его именем (missio Hilzeniana), призвав иезуитов распространять христианскую веру и заботиться об образовании крестьян.
Его сын Ян Август Гильзен (1702—1767), который стал кастеляном Инфлянтского воеводства (1744) и Минским воеводой (1754), написал об Инфлянтии историческое исследование Inflanty w dawnych swych … (1750). Его старший брат Ежи Николай Гильзен (Jerzy Mikołaj Hylzen, 1692—1775) был епископом Смоленской епархии, долгое время жил в Дагетене, переводил и писал духовные книги. Гильзен пожертвовал большую часть своих средств на работу миссии иезуитов, на строительство католической церкви Дагды (1743 г.) и больницы. Семья Гильзен также начала строить католические храмы в Мариенгаузене, Освее и других своих поместьях.
Его сын Юзеф Гильзен (1736—1786) был кастеляном Инфлантии (с 1760), Минска (с 1767) и Мстиславским воеводой (с 1770). В своем завещании, написанном в 1783 году, он даровал своим крепостным «вечную свободу», две трети наследства через Фонд Гильзен-Шадурских было использовано на развитие науки и искусства, на строительство новых больниц и домов для инвалидов.
Выехавшие в Пруссию и Померанию Гильзены разделились на Арнсдорфскую и Визенскую ветви, которые в 1840 году получили наследственный графский титул.

## Описание герба
В серебряном щите красная перевязь, обремененная тремя серебряными ромбами.
Щит увенчан дворянским некоронованным шлемом. Нашлемник — серебряный и красный турьи рога, соединенные красной перевязью, обремененной тремя серебряными ромбами. Намет красный с серебром.

## Известные представители
- Ежи Константин Гильзен (Jerzy Konstanty Hulsen, около 1660—1737), староста Мариенгаузенского тракта.
  - Ежи Николай Гильзен (Jerzy Mikołaj Hylzen, 1692—1775) — писатель, издатель, епископ Смоленский;
  - Ян Август Гильзен (Jan August Hylzen, 1702—1767), кастелян Инфлянтского воеводства (1744) и Минский воевода (1754), хронист.
    - Гильзен, Юзеф Ежи (Józef Jerzy Hylzen, 1736—1786), кастелян Инфлянтского воеводства (с 1760 года), Минский воевода (с 1767 года), Мстиславский воевода (с 1770 года).